# Стадіон 1 травня (Брага)
Стадіон 1 травня (порт. Estádio Primeiro de Maio/Estádio 1.º de Maio) — багатофункціональний стадіон у місті Брага. Побудований в 1950 році в основному для проведення футбольних матчів, стадіон вміщує 28 000 глядачів.

## Історія
У 1946 році у Бразі розпочалося будівництво нового стадіону з наміром відзначити 21-ту річницю революції 28 травня. Стадіон був відкритий 28 травня 1950 року президентом Португалії Оскаром Кармоною та прем'єром Антоніу Салазаром під назвою Муніципальний стадіон 28 травня (порт. Estádio Municipal 28 de Maio).
Після революції гвоздик в 1974 році назву стадіону було змінено на Стадіон 1 травня (порт. Estádio 1º de Maio).
У 1991 році на стадіоні проводили матчі молодіжного чемпіонату світу з футболу.
Після візиту Державного секретаря у справах спорту у 1996 році було запропоновано розпочати ремонт стадіону, були залучені кошти, необхідні для проекту.
Після відкриття в місті нового Муніципального стадіону в 2003 році (для Євро-2004), футбольний клуб перебрався на більш сучасну арену, а на стадіоні 1 травня стали проводитись змагання з легкої атлетики та аматорські футбольні матчі, включаючи ігри «Браги Б», резервної команди клубу.
Після відновлення резервної команди «Браги» у 2012 році стадіон був реконструйований, щоб відповідати вимогам Сегунди-ліги, зменшивши його місткість до 5000 місць.

## Події

### Збірна Португалії
Наступні матчі національної збірної Португалії відбулися на стадіоні.
| #  | Дата               | Рахунок | Опонент   | Турнір           |
| -- | ------------------ | ------- | --------- | ---------------- |
| 1. | 19 січня 1986      | 1–3     | НДР       | Товариський матч |
| 2. | 4 лютого 1987      | 1–0     | Бельгія   | Товариський матч |
| 3. | 22 січня 1997      | 0–2     | Франція   | Товариський матч |
| 4. | 15 листопада 2000  | 2–1     | Ізраїль   | Товариський матч |
| 5. | 20 листопада 2002  | 2–0     | Шотландія | Товариський матч |
| 6. | 6 червня 2003 року | 0–0     | Парагвай  | Товариський матч |

## Галерея

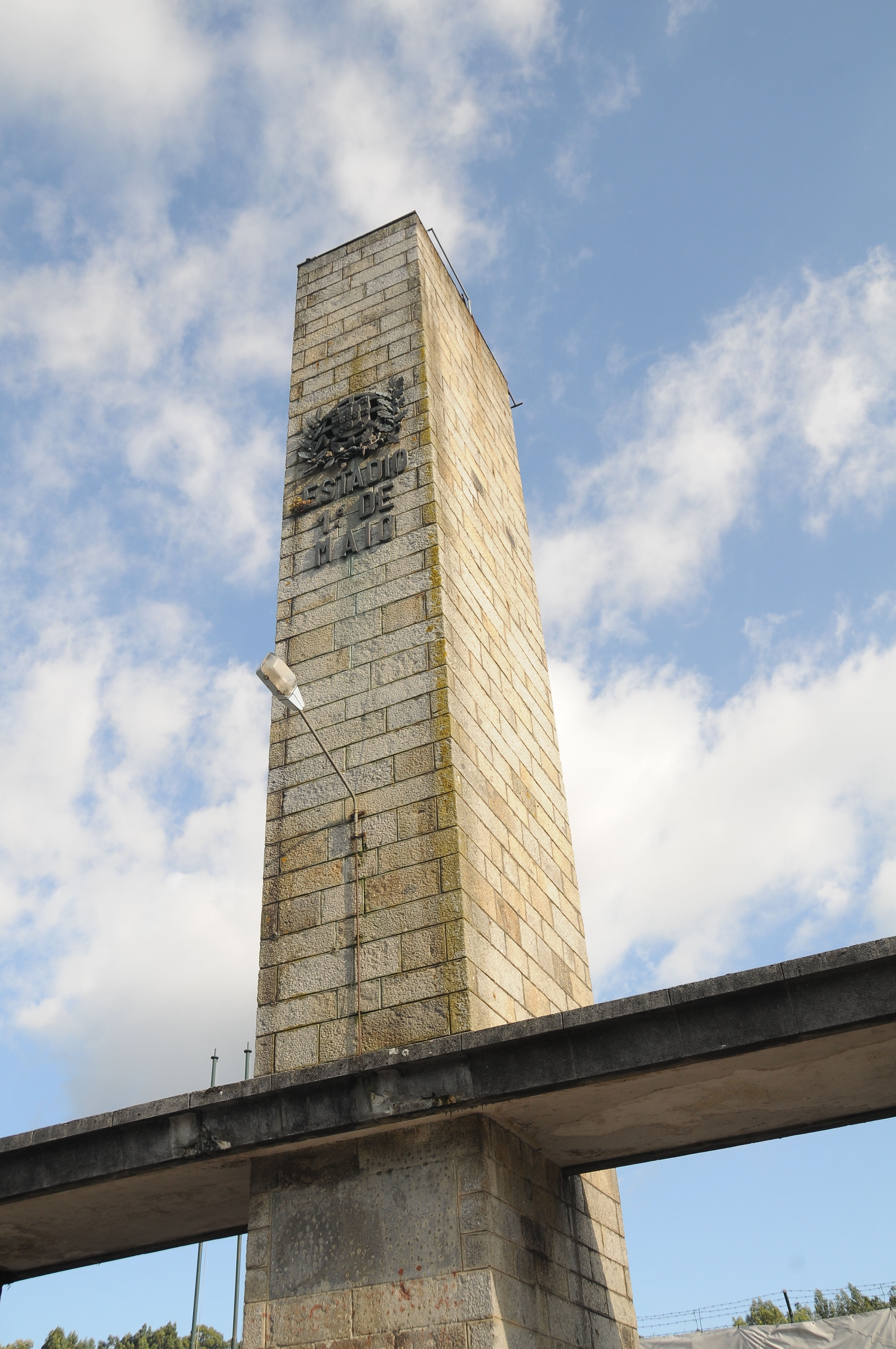
Вхідна вежа біля головних воріт
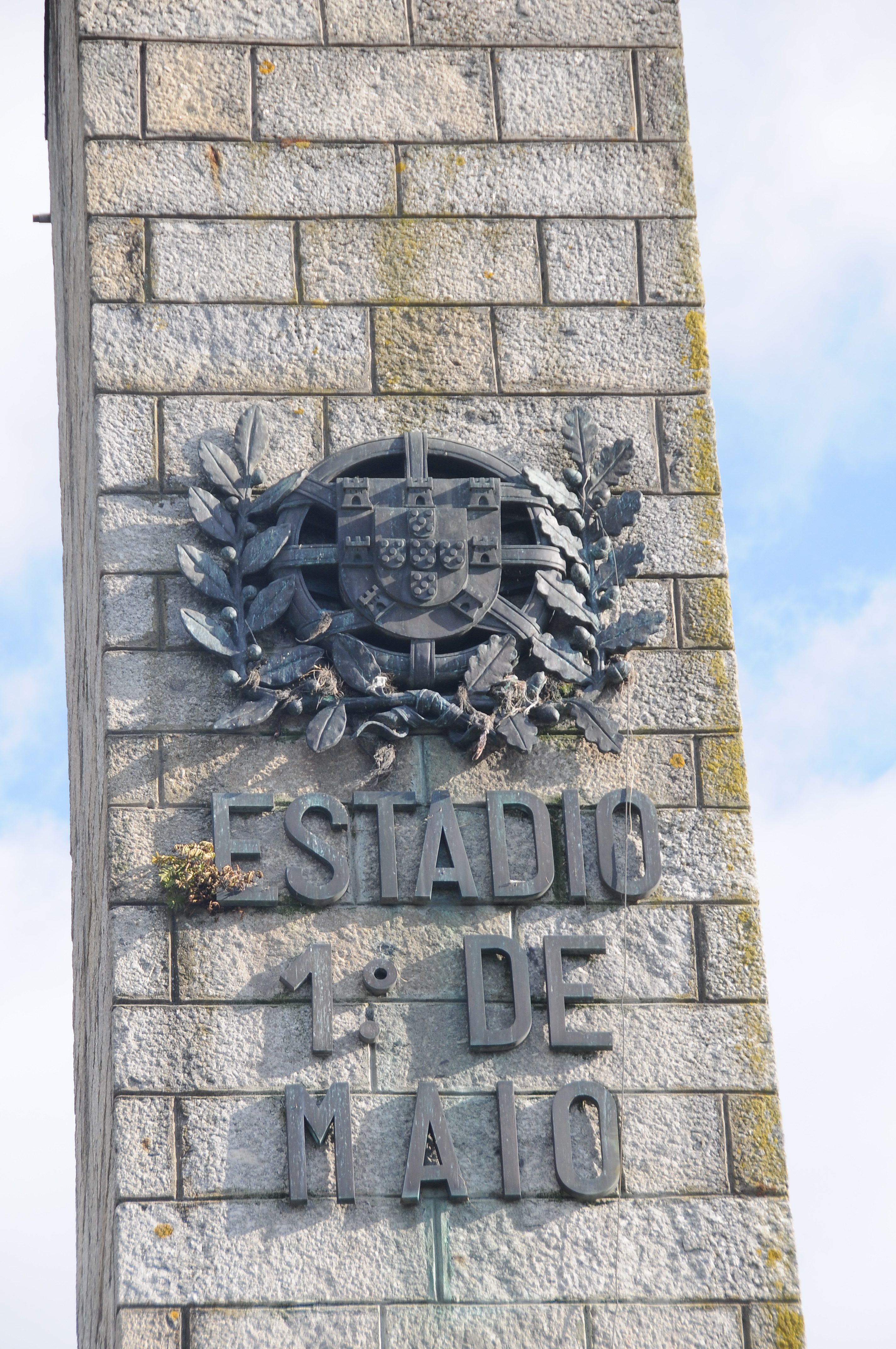
Орнаментальна скульптура на вхідній вежі
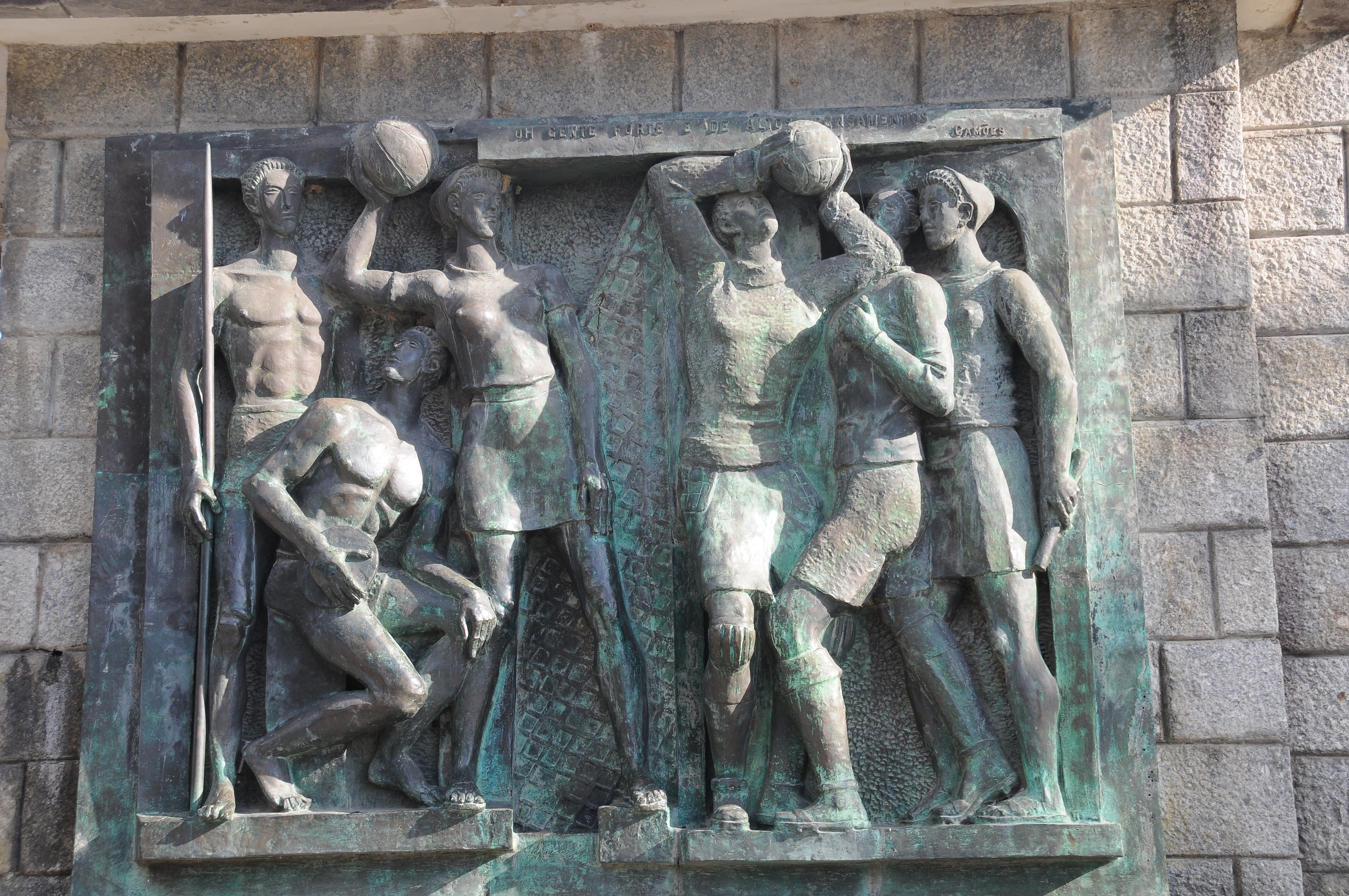
Скульптурні бронзові панно із цитатами Луїса де Камоенса
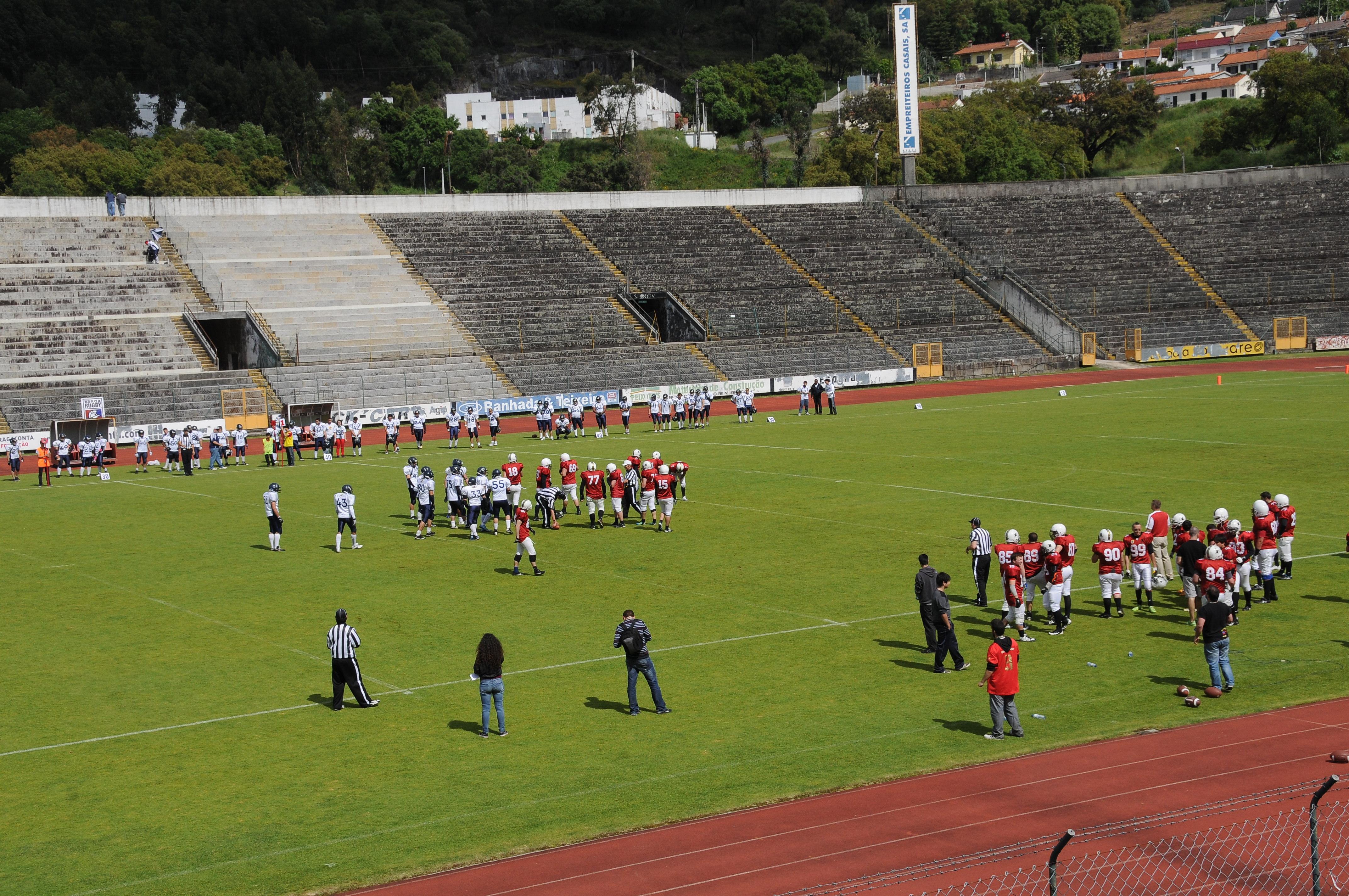
Гра в американський футбол на стадіоні. 2012 рік.